# Krisztián Lisztes
Krisztián Lisztes (ur. 2 lipca 1976 w Budapeszcie) – piłkarz węgierski grający na pozycji ofensywnego pomocnika.

## Kariera klubowa
Lisztes urodził się w stolicy Węgier, Budapeszcie. Uczęszczał do szkółki piłkarskiej Ferencvárosi TC, a w 1993 roku w wieku 17 lat awansował do kadry pierwszej drużyny. Wtedy też zadebiutował w pierwszej lidze węgierskej i w tym samym roku osiągnął swój pierwszy sukces, gdy zdobył Superpuchar Węgier. W 1994 roku wywalczył z Ferencvárosem Puchar Węgier, a następnie latem ponownie sięgnął po krajowy superpuchar. Z kolei w sezonie 1994/1995 wygrał oba puchary, ale także po raz pierwszy w karierze został mistrzem Węgier. W 1996 roku obronił mistrzowski tytuł.
Na początku 1997 roku Lisztes przeszedł do niemieckiego VfB Stuttgart. W niemieckiej Bundeslidze zadebiutował 22 lutego w wygranym 1:0 domowym spotkaniu z Karlsruher SC. Natomiast w marcowym meczu z 1. FC Köln (5:1) strzelił pierwszą bramkę w Niemczech. Już w tym samym roku sięgnął ze Stuttgartem po Puchar Niemiec (nie wystąpił w wygranym 2:0 finale z Energie Cottbus). Natomiast w sezonie 1997/1998 dotarł z VfB do finału Pucharu Zdobywców Pucharów, w którym niemiecki zespół uległ 0:1 Chelsea F.C. W 2000 roku wygrał ze Stuttgartem finał Pucharu Intertoto. Do 2001 roku rozegrał dla Stuttgartu 109 ligowych meczów i zdobył 12 goli.
W lipcu 2001 roku Lisztes przeszedł za 1,5 miliona euro do innego niemieckiego zespołu, Werderu Brema. W nim swój pierwszy mecz rozegrał 11 sierpnia przeciwko Stuttgartowi (0:0). Przez trzy sezony był podstawowym zawodnikiem klubu z Weserstadion. W 2002 roku jak gracz Werderu został mianowany Piłkarzem Roku na Węgrzech. Jednak największe sukcesy z Werderem osiągnął w sezonie 2003/2004, gdy zdobył zarówno Puchar Niemiec, jak i wywalczył mistrzostwo Niemiec. W 2004 roku doznał jednak ciężkiej kontuzji i nie powrócił już do dawnej sprawności. Latem 2005 odszedł z Werderu, dla którego wystąpił 92 razy i strzelił 8 goli.
W 2005 roku Lisztes przebywał na testach w Wigan Athletic i Chievo Werona, jednak ostatecznie trafił do Borussii Mönchengladbach. 10 września wystąpił w Borussii po raz pierwszy, w wygranym 2:1 meczu z MSV Duisburg. W Borussii nie przebił się do składu i rozegrał tylko 5 meczów, a następnie odszedł z zespołu z powodu kolejnych kontuzji. Próbował swoich sił w Hajduku Split, jednak nie przeszedł testów. W trakcie sezonu 2007/2008 wrócił do Ferencvárosi TC, grającego w drugiej lidze węgierskiej. Natomiast latem 2008 został piłkarzem Rákospalotai EAC.
Na początku 2009 roku Lisztes przeszedł do niemieckiego drugoligowca, Hansy Rostock. W latach 2009–2011 grał w Paksi FC, a wiosną 2011 występował w Vasasie Budapeszt. W sezonie 2011/2012 był zawodnikiem Ferencvárosi TC. Latem 2012 został zawodnikiem Szeged 2011. Karierę kończył w Soroksár SC.
| Sezon   | Klub                     | Kraj   | Rozgrywki     | Mecze | Bramki |
| ------- | ------------------------ | ------ | ------------- | ----- | ------ |
| 1993/94 | Ferencvárosi TC          | Węgry  | NB I          | 16    | 3      |
| 1994/95 | Ferencvárosi TC          | Węgry  | NB I          | 28    | 7      |
| 1995/96 | Ferencvárosi TC          | Węgry  | NB I          | 28    | 9      |
| 1996/97 | Ferencvárosi TC          | Węgry  | NB I          | 7     | 0      |
| 1996/97 | VfB Stuttgart            | Niemcy | Bundesliga    | 12    | 1      |
| 1997/98 | VfB Stuttgart            | Niemcy | Bundesliga    | 14    | 2      |
| 1998/99 | VfB Stuttgart            | Niemcy | Bundesliga    | 31    | 2      |
| 1999/00 | VfB Stuttgart            | Niemcy | Bundesliga    | 29    | 4      |
| 2000/01 | VfB Stuttgart            | Niemcy | Bundesliga    | 23    | 3      |
| 2001/02 | Werder Brema             | Niemcy | Bundesliga    | 29    | 5      |
| 2002/03 | Werder Brema             | Niemcy | Bundesliga    | 31    | 0      |
| 2003/04 | Werder Brema             | Niemcy | Bundesliga    | 30    | 3      |
| 2004/05 | Werder Brema             | Niemcy | Bundesliga    | 2     | 0      |
| 2005/06 | Borussia Mönchengladbach | Niemcy | Bundesliga    | 5     | 0      |
| 2007/08 | Ferencvárosi TC          | Węgry  | NB II         | 11    | 0      |
| 2008/09 | Rákospalotai EAC         | Węgry  | NB I          | 12    | 3      |
| 2008/09 | Hansa Rostock            | Niemcy | 2. Bundesliga | 13    | 1      |
| 2009/10 | Paksi FC                 | Węgry  | NB I          | 23    | 2      |
| 2010/11 | Paksi FC                 | Węgry  | NB I          | 6     | 0      |
| 2010/11 | Vasas SC                 | Węgry  | NB I          | 14    | 1      |
| 2011/12 | Ferencvárosi TC          | Węgry  | NB I          | 23    | 1      |
| 2012/13 | Szeged 2011              | Węgry  | NB II         | 13    | 5      |
| 2012/13 | Soroksár SC              | Węgry  | NB III        | 13    | 1      |
| 2013/14 | Soroksár SC              | Węgry  | NB III        | 28    | 14     |
| 2014/15 | Soroksár SC              | Węgry  | NB III        | 15    | 0      |

## Kariera reprezentacyjna
W reprezentacji Węgier Lisztes zadebiutował 12 października 1994 roku w zremisowanym 0:0 towarzyskim spotkaniu z Niemcami. Od czasu debiutu był podstawowym zawodnikiem reprezentacji i w swojej karierze występował w kwalifikacjach do Euro 96, Mundialu we Francji, Euro 2000, Mundialu w 2002 roku i Euro 2004. Do 2004 roku rozegrał w niej 49 meczów i zdobył 9 bramek. W 1996 roku wraz z kadrą olimpijską wziął udział w Igrzyskach Olimpijskich w Atlancie.

## Życie osobiste
Jego syn Krisztián (ur. 2005) również jest piłkarzem.